# Địa lý Lesotho
Lesotho là quốc gia đồi núi và không giáp biển tại khu vực Nam Phi. Lãnh thổ Lesotho nằm trọn trong Cộng hòa Nam Phi. Tổng chiều dài biên giới là 909 kilômét (565 mi). Lesotho có diện tích khoảng 30.355 kilômét vuông (11.720 dặm vuông Anh), với diện tích bề mặt nước không đáng kể.
Đặc điểm địa lý nổi bật nhất của Lesotho, ngoài việc nó được bao trọn bởi Nam Phi, là việc nó là quốc gia độc lập duy nhất trên thế giới có toàn bộ lãnh thổ cao trên 1.000 mét (3.281 ft). Điểm thấp nhất cao 1.400 mét (4.593 ft), điểm thấp nhất cao nhất của một quốc gia trên thế giới. Vì độ cao như vậy, khí hậu Lesotho lạnh hơn so với các nơi có cùng vĩ độ.

## Vị trí
Lesotho là một quốc gia tại vùng Nam Phi, đứng thứ 141 trên thế giới về diện tích, với tổng diện tích 30.355 kilômét vuông (11.720 dặm vuông Anh), và diện tích bề mặt nước không đáng kể. Lesotho được vây quanh bởi Cộng hòa Nam Phi, khiến nó trở thành một trong ba quốc gia nằm trọn trong quốc gia khác; hai quốc gia kia là San Marino và Thành Vatican, cả hai nằm tại bán đảo Ý. Tổng chiều dài biên giới 909 kilômét (565 mi). Việc bị bao trọn cũng có nghĩa Lesotho không giáp biển và phải phụ thuộc nhiều vào Nam Phi. Thành phổ cảng lớn gần nhất với Lesotho là Durban.

## Địa vật lý

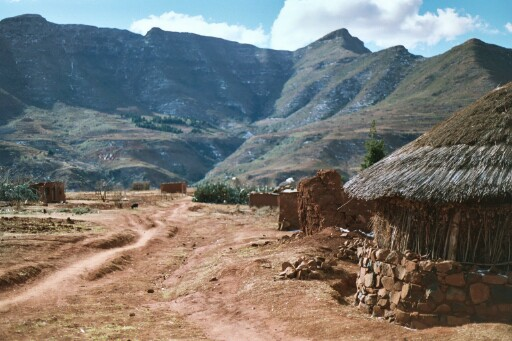
Làng Malealea.

Lesotho có thể được chia làm ba vùng địa lý: vùng "đất thấp", chạy dọc theo bờ nam sông Caledon, và thung lũng sông Senqu; vùng đất cao được tạo nên bởi các dãy núi Drakensberg và Maloti tại miền đông và trung đất nước; và vùng "chuyển tiếp", tức nơi chuyển giao giữa vùng đất cao và đất thấp. Nơi thấp nhất (1400 m) là điểm giao nhau giữa sông Makhaleng và Orange (Senqu) (tại biên giới với Nam Phi). Lesotho là quốc gia độc lập duy nhất nằm toàn bộ trên 1.000 mét (3.281 ft). Điểm cao nhất là núi Thabana Ntlenyana, đạt độ cao 3.482 mét (11.424 ft). Hơn 80% Lesotho nằm trên 1.800 mét (5.906 ft).
Dù diện tích mặt nước của Lesotho là con số rất bé, những con sông chạy dọc đất nước có vai trò quan trọng. Phần nhiều thu nhập xuất khẩu của Lesotho đến từ nước, và thủy điện giúp cung cấp phần lớn điện. Sông Orange khởi nguồn từ dãy Drakensberg ở đông bắc Lesotho và chảy dọc qua toàn bộ đất nước, chảy qua huyện Mohale's Hoek rồi đến lãnh thổ Nam Phi tại. Sông Caledon đánh dấu biên giới tây bắc với Nam Phi. Những con sông khác gồm Malibamatso, Matsoku và Senqunyane.

## Địa chính trị

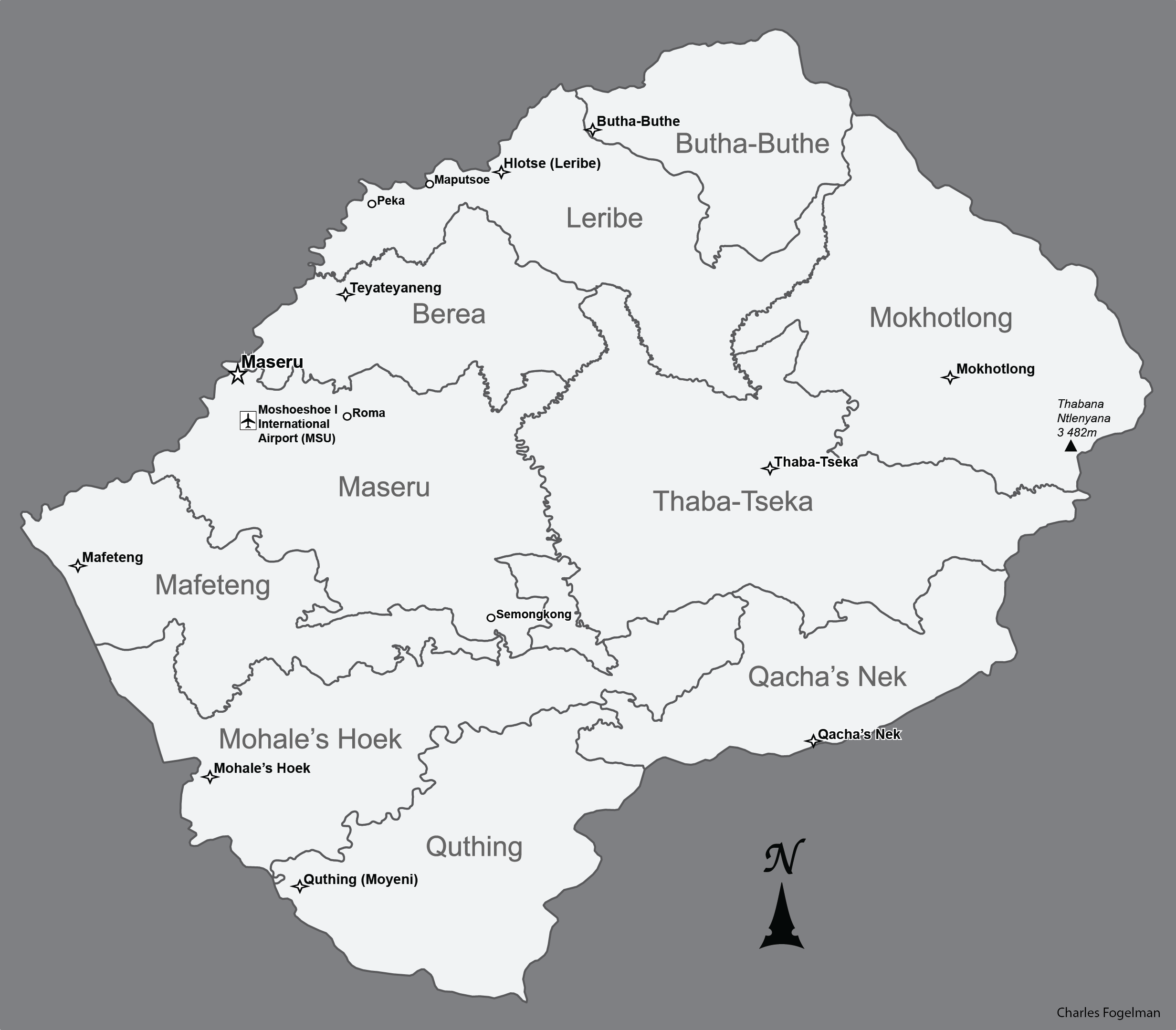
Huyện và thành phố của Lesotho

Lesotho được chia làm 10 huyện hành chính, mỗi huyện có một thủ phủ, gọi là camptown. 10 huyện tiếp tục được chia thành 80 khu vực bầu cử, gồm 129 hội đồng khu vực.
Các huyện (theo thứ tự bảng chữ cái):
- Berea
- Butha-Buthe
- Leribe
- Mafeteng
- Maseru
- Mohale's Hoek
- Mokhotlong
- Qacha's Nek
- Quthing
- Thaba-Tseka

## Khí hậu

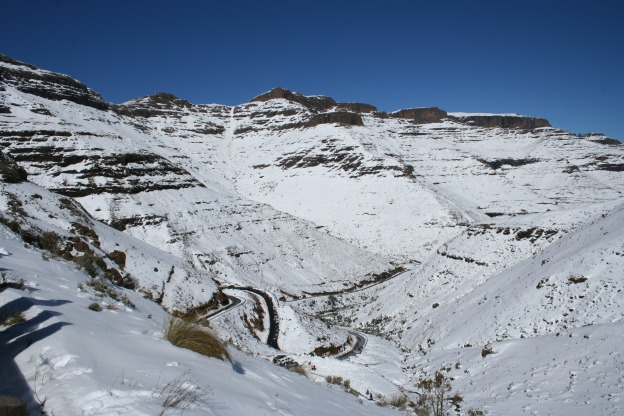
Tuyết tại đèo Moteng

Vì độ cao, Lesotho lạnh hơn những nơi có cùng vĩ độ trên thế giới. Lesotho có khí hậu lục địa, với mùa hè nóng và mùa đông lạnh. Maseru và những vùng lân cận đạt 30 °C (86 °F) vào mùa hè. Mùa đông lạnh, xuống tới −7 °C (19,4 °F) tại vùng đất thấp và −20 °C (−4,0 °F) tại vùng đất cao.
Lượng mưa hàng năm là từ khoảng 600 milimét (23,6 in) tại các thung lũng đất thấp đến khoảng 1.200 milimét (47,2 in) tại biên giới bắc và đông giáp với Nam Phi. Đa số lượng mưa là từ những cơn dông mùa hè: 85% lượng mưa hàng năm rơi từ tháng 10 đến tháng 4. Mùa đông-giữa tháng 5 và tháng 9-thường rất khô. Tuyết thường rơi tại thung lũng (từ tháng 5-9); những núi cao nhận lượng tuyết đáng kể suốt cả năm. Lượng mưa hàng năm thất thường, có thể dẫn đến hạn hán và lũ lụt.